# Cenolia trichoptera
Cenolia trichoptera is een haarster uit de familie Comatulidae.
De wetenschappelijke naam van de soort werd in 1846 gepubliceerd door Johannes Peter Müller.